# Duckow
Duckow è una frazione della città tedesca di Malchin.
Già comune autonomo, il 1º gennaio 2019 il comune di Duckow venne aggregato alla città di Malchin.